# Wigner-Eckart-Theorem
Das Wigner-Eckart-Theorem (nach Eugene Paul Wigner und Carl Henry Eckart) ist ein Hilfsmittel für die Berechnung der Matrixelemente eines Tensoroperators, wenn dessen Symmetrieeigenschaften bekannt sind.
Für die definierenden Transformationseigenschaften eines Tensoroperators gilt:
{\displaystyle U^{\dagger }T_{q}^{(k)}U=\sum _{q'=-k}^{k}D_{qq'}^{(k)*}T_{q'}^{(k)}}
wobei
- {\displaystyle U} die unitäre Gruppentransformationsmatrix und
- {\displaystyle D_{qq'}^{(k)}} eine irreduzible Darstellung dieser Gruppe in der Basis {\displaystyle |\alpha ,jm\rangle } ist.

Theorem: Das Matrixelement eines sphärischen Tensoroperators, ausgedrückt in den Eigenzuständen des Drehimpulsoperators, erfüllt folgende Gleichung:
{\displaystyle \langle \alpha ',j'm'|T_{q}^{(k)}|\alpha ,jm\rangle =\langle jm;kq|j'm'\rangle \langle \alpha 'j'\|T^{(k)}\|\alpha j\rangle }
Hierbei ist
- {\displaystyle T^{(k)}} ein Tensor des Rangs k
- j der Gesamtdrehimpuls
- m die zugehörige magnetische Quantenzahl
- {\displaystyle \alpha } alle weiteren zur Beschreibung des Systems nötigen Quantenzahlen des Zustandes.

Für Rotationssymmetrie sind {\displaystyle \langle jm;kq|j'm'\rangle } die Clebsch-Gordan-Koeffizienten zur Addition von zwei Drehimpulsen {\displaystyle j} und {\displaystyle k} und den jeweiligen z-Komponenten {\displaystyle m} bzw. {\displaystyle q} zum Drehimpuls {\displaystyle j'} mit z-Komponente {\displaystyle m'}.
Der von m und m‘ sowie q unabhängige Faktor wird als reduziertes Matrixelement bezeichnet, gekennzeichnet durch die 2 Striche beiderseits von {\displaystyle T^{(k)}}. Darin besteht auch der Vorzug, denn dieses von m und m‘ unabhängige Matrixelement wird nur ein Mal berechnet, ist dann für alle anderen Matrixelemente gleich und ermöglicht somit eine einfache Berechnung beliebiger Matrixelemente.

## Beweis des Theorems (Drehgruppe)
Das Wigner-Eckart-Theorem hängt mit dem Lemma von Schur zusammen. Wenn man dies ausnutzt, sind längere Rechnungen für den Beweis nicht erforderlich. 
Um die Clebsch-Gordan-Koeffizienten ins Spiel zu bringen, betrachtet man den folgenden, nur für diesen Zweck konstruierten Operator: 
{\displaystyle W=\sum _{np}T_{p}^{(k)}|\alpha jn\rangle \langle jn;kp|}
Er transformiert Zustände mit zwei Drehimpulsen ({\displaystyle j} und {\displaystyle k}) in Zustände mit einem einzelnen Drehimpuls, auf welche Tensoroperatoren wirken.
Im Zielraum sind Drehungen durch einen unitären Operator {\displaystyle U_{1}} dargestellt, im Urbildraum durch einen unitären Operator {\displaystyle U_{2}}.
Die wesentliche Eigenschaft von {\displaystyle W} ist das Vertauschen mit Drehungen bzw. die Invarianz unter Drehungen: 
{\displaystyle U_{1}W=WU_{2}\,\!}
Dies beruht auf dem gleichartigen Verhalten von Tensoroperatoren und Drehimpulszuständen unter Drehungen. Konkret sieht man die Invarianz am einfachsten, indem man den Ausdruck
{\displaystyle \sum _{np}\sum _{n'p'}T_{p}^{(k)}|\alpha jn\rangle D_{pp'}^{(k)}D_{nn'}^{(j)}\langle jn';kp'|}
einmal durch Summation über {\displaystyle np\,\!} auswertet, was {\displaystyle U_{1}W\,\!} ergibt, und einmal durch Summation über {\displaystyle n'p'\,\!}, was {\displaystyle WU_{2}\,\!} ergibt. Dabei wird benutzt, dass auch die Drehmatrizen unitär sind. 
Wegen der Drehinvarianz von {\displaystyle W} werden Teilräume, die unter {\displaystyle U_{2}} 
irreduzibel sind, in Teilräume transformiert, die unter {\displaystyle U_{1}} irreduzibel sind. 
Bei der Drehgruppe sind diese Teilräume durch eine Drehimpulsquantenzahl {\displaystyle J} charakterisiert. 
Nach dem Schurschen Lemma gilt nun:
- Die Teile von {\displaystyle W}, die zwischen verschiedenen {\displaystyle J} (inäquivalenten irreduziblen Darstellungen) vermitteln, sind null.
- Die Teile von {\displaystyle W}, die zwischen gleichen {\displaystyle J} (äquivalenten irreduziblen Darstellungen mit gleichen Darstellungsmatrizen) vermitteln, sind Vielfache der Eins-Abbildung.

Dass die Darstellungsmatrizen für gleiche Drehimpulse tatsächlich immer gleich sind, 
beruht auf der Verwendung der Standard-Basisvektoren {\displaystyle |jm\rangle }. 
Der hier gegebene Beweis gilt deswegen nur für die Drehgruppe. 
Wenn das jeweilige Vielfache mit einem Faktor {\displaystyle \lambda \,\!} bezeichnet wird, 
der von den verknüpften Teilräumen abhängig ist, hat {\displaystyle W} nach dem Schurschen 
Lemma somit folgende Form:
{\displaystyle W=\sum _{\alpha 'J}\sum _{M}\lambda _{\alpha jk\alpha 'J}|\alpha 'JM\rangle \langle JM|}
Die Summe über {\displaystyle M} stellt die Eins-Abbildung zwischen zwei irreduziblen Teilräumen dar. Im Bra-Vektor fehlt der Entartungsindex, weil es bei Drehimpulskopplung (im Urbildraum von {\displaystyle W}) keine Entartung gibt. Die Indizes {\displaystyle \alpha jk} bringen zum Ausdruck, dass die gesamte Konstruktion des Operators {\displaystyle W} von ihnen abhängt.
Um den Beweis abzuschließen, bildet man nun das Matrixelement {\displaystyle \langle \alpha 'j'm'|W|jm;kq\rangle } mit den beiden Ausdrücken für {\displaystyle W}, nutzt die Orthonormalität der Basisvektoren aus und identifiziert das jeweilige {\displaystyle \lambda \,\!} mit {\displaystyle \langle \alpha 'j'\|T^{(k)}\|\alpha j\rangle }.